# Tshwanelo Aabobe
Tshwanelo Aabobe (* 31. Januar 1993) ist ein botswanischer Leichtathlet, der sich auf den Hochsprung spezialisiert hat, aber auch im Weit- und Dreisprung an den Start geht.

## Sportliche Laufbahn
Erste Erfahrungen bei internationalen Meisterschaften sammelte Tshwanelo Aabobe im Jahr 2011, als er bei den Juniorenafrikameisterschaften in Gaborone mit übersprungenen 2,04 m die Bronzemedaille im Hochsprung gewann. 2013 nahm er an der Sommer-Universiade in Kasan teil und verpasste dort mit 1,95 m den Finaleinzug und auch bei den Studentenweltspielen 2015 in Gwangju schied er mit 2,00 m in der Qualifikationsrunde aus. 2019 startete er bei den Afrikaspielen in Rabat und belegte dort mit 2,10 m den siebten Platz. 2022 klassierte er sich dann bei den Afrikameisterschaften in Port Louis mit 2,10 m auf dem vierten Platz im Hochsprung und gelangte im Dreisprung mit 13,73 m auf Rang 16. 2024 belegte er bei den Afrikaspielen in Accra mit 2,19 m den vierten Platz im Hochsprung und im Juni wurde er bei den Afrikameisterschaften in Douala mit 2,00 m Zehnter.
In den Jahren 2023 und 2024 wurde Aabobe botswanischer Meister im Hochsprung sowie 2024 auch im Dreisprung.

## Persönliche Bestleistungen
- Hochsprung: 2,20 m, 15. Mai 2021 in Johannesburg
- Weitsprung: 7,78 m (+1,2 m/s), 5. Mai 2023 in Bloemfontein
- Dreisprung: 16,01 m (−2,0 m/s), 14. März 2022 in Johannesburg